# Reconocimiento póstumo

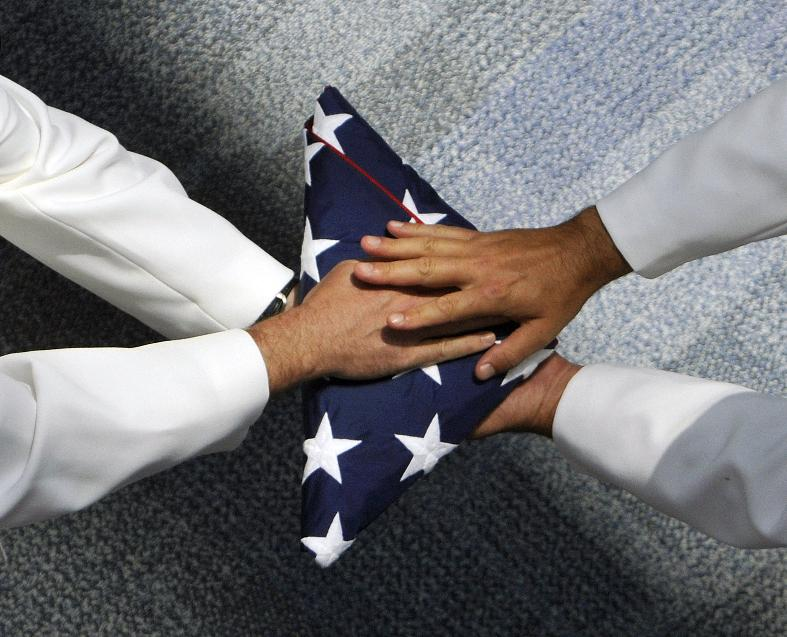
Bandera de los Estados Unidos usado en ceremonias de ese país.

Un reconocimiento póstumo es un premio ceremonial que se da cuando la persona receptora ya ha muerto. Algunos premios se entregan solo después de la muerte del beneficiario, y por lo tanto, por definición, son un reconocimiento póstumo. Por el contrario, algunos premios, como los premios Nobel, Konex y la mayoría de los títulos de caballero, se entregan mayoritariamente en vida. Ejemplos de premio que puede ser entregado en vida o a título póstumo es la Medalla de Honor entregada por el gobierno de los Estados Unidos. Personalidades que se han destacado y que no recibieron reconocimiento en su momento suelen ser merecedoras y acreedoras de premios póstumos, como en el caso de Sylvia Plath, que en 1982 se convirtió en la primera persona en recibir un Nobel el póstumo en Literatura.

## América

### Estados Unidos
En Estados Unidos mayoría de los reconocimientos póstumos están asociados al ejército y de la marina, como la Victoria Cross. Randy Shughart y Gary Gordon fueron los primeros soldados en ser galardonados póstumamente con la Medalla de Honor por sus contribuciones en la Batalla de Mogadiscio. Theodore Roosevelt también fue galardonado con la Medalla de Honor, en este caso, en el 2001, por sus hazañas en la Guerra Hispano-estadounidense.